# 8.ª División Panzer
8.ª División Panzer (en alemán 8. Panzer-Division) fue una división acorazada del Heer de la Wehrmacht, activa exclusivamente durante la Segunda Guerra Mundial. Originalmente establecida como la 3.ª División Ligera, fue reorganizada en enero de 1940 para convertirse en una unidad panzer, desempeñando un papel crucial en las tácticas de guerra relámpago alemanas. Su importancia histórica radica en su participación en diversas campañas clave, donde contribuyó significativamente a los éxitos iniciales del ejército alemán en Europa, incluyendo la invasión de Francia y operaciones en el Frente Oriental.
La 8.ª División Panzer se formó el 16 de octubre de 1939, en un contexto de creciente tensión en Europa y la inminente guerra. La división se integró al XLI Cuerpo Panzer bajo el mando del general Georg-Hans Reinhardt y fue parte del Grupo de Ejércitos A, que lideró las ofensivas contra Francia y los Países Bajos. Su creación fue parte de una estrategia más amplia del ejército alemán para modernizar y fortalecer sus fuerzas acorazadas, lo que resultó en una nueva doctrina militar que priorizaba el uso de tanques y unidades mecanizadas en operaciones ofensivas rápidas y decisivas.

## Historia

### Creación y Formación
La 8.ª División Panzer fue creada el 16 de octubre de 1939, a partir de la transformación de la 3.ª División Ligera. Este cambio se enmarcó en un contexto de creciente tensión en Europa y la inminente Segunda Guerra Mundial, donde Alemania buscaba fortalecer su capacidad militar mediante la modernización de sus fuerzas acorazadas. La división fue integrada en el XLI Cuerpo Panzer, bajo el mando del general Georg-Hans Reinhardt, y se convirtió en una unidad clave dentro del Grupo de Ejércitos A, que se enfocaba en las ofensivas rápidas y decisivas que caracterizarían la Blitzkrieg alemana.

### Participación en Conflictos
La 8.ª División Panzer tuvo un papel destacado en varias campañas importantes durante la Segunda Guerra Mundial:
- Campaña de Francia (1940): A partir del 10 de mayo de 1940, la división fue equipada con 212 vehículos blindados y participó activamente en la invasión de Francia. Junto con otras divisiones panzer, avanzó rápidamente, contribuyendo a la destrucción del 1.º y 7.º Ejércitos franceses, lo que culminó con la rendición de Francia en junio de 1940.
- Invasión de los Balcanes (1941): En abril de 1941, la división fue enviada a Hungría como parte del 2.º Ejército alemán para participar en la Operación Marita, destinada a invadir Yugoslavia. La división cruzó la frontera húngara el 6 de abril y avanzó hacia Belgrado, capturando ciudades clave como Zagreb y Sarajevo. El gobierno yugoslavo se rindió el 17 de abril de 1941.
- Frente Oriental (1941-1945): La 8.ª División Panzer también estuvo involucrada en las operaciones del Frente Oriental. Participó en la invasión inicial de la Unión Soviética durante la Operación Barbarroja y estuvo activa en varias batallas significativas hasta su reestructuración en septiembre de 1944. En sus últimos combates, sufrió severas pérdidas durante las ofensivas soviéticas cerca de Budapest y finalmente se rindió al Ejército Rojo en mayo de 1945 en Brno, Checoslovaquia.

A través de estas campañas, la 8.ª División Panzer se destacó por su capacidad para realizar maniobras rápidas y efectivas, reflejando las tácticas innovadoras que definieron las operaciones alemanas al inicio del conflicto.

## Organización

### Estructura Militar
La 8.ª División Panzer estaba organizada como una unidad de armas combinadas, integrando diferentes tipos de tropas para maximizar su eficacia en el campo de batalla. Durante la mayor parte de su existencia, la división incluía:
- 10.º Regimiento Blindado: Responsable de las operaciones con tanques.
- 28.º Regimiento de Granaderos Panzer y 8.º Regimiento de Granaderos Panzer: Estas unidades estaban compuestas por infantería mecanizada, que operaba junto a los vehículos blindados.
- 80.º Regimiento de Artillería Panzer: Encargado del apoyo de fuego, proporcionando artillería motorizada para respaldar las operaciones en el terreno.
- 8.º Batallón de Motocicletas: Utilizado para reconocimiento y movilidad rápida.
- 59.º Batallón de Reconocimiento Panzer: Especializado en misiones de exploración y reconocimiento.
- 43.º Batallón Anticarro: Dedicado a la defensa contra vehículos blindados enemigos.
- 59.º Batallón de Ingenieros Panzer: Encargado de tareas de ingeniería y apoyo logístico.
- 59.º Batallón de Comunicaciones: Responsable de las comunicaciones dentro de la unidad.
- 59.ª División de Tropas Panzer: Compuesta por diversas unidades auxiliares que apoyaban las operaciones generales.

Esta estructura permitía a la 8.ª División Panzer operar con flexibilidad y eficiencia en diferentes escenarios de combate, adaptándose a las necesidades del campo de batalla.

### Comandantes Notables

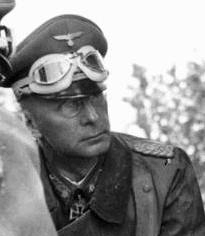
Georg-Hans Reinhardt

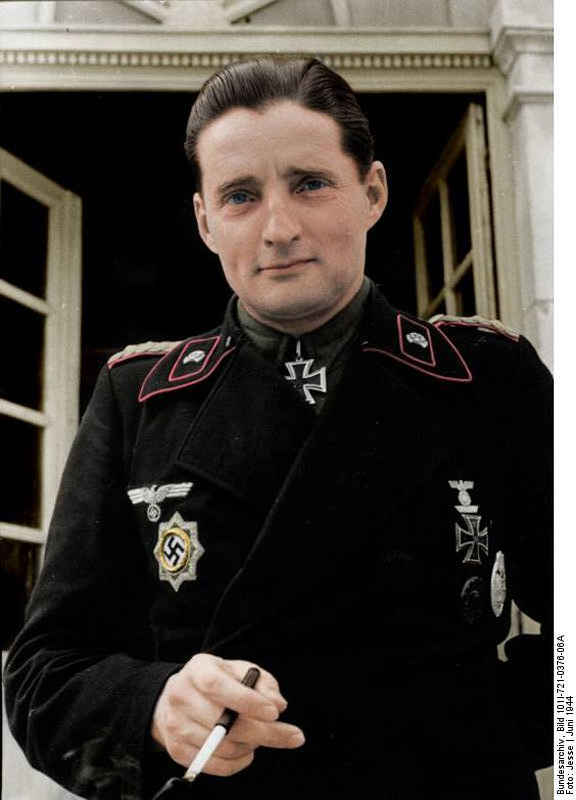
Hermann von Oppeln-Bronikowski

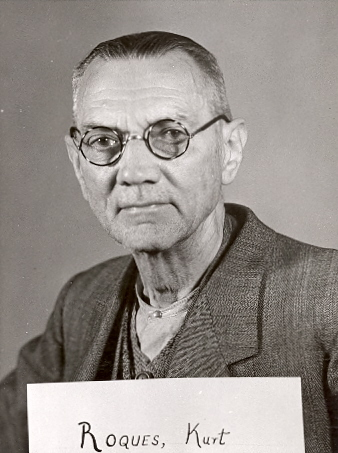
Karl von Roques

A lo largo de su historia, la 8.ª División Panzer estuvo bajo el mando de varios líderes notables que jugaron un papel crucial en su desarrollo y operaciones:
- General Georg-Hans Reinhardt: Fue uno de los primeros comandantes, liderando la división durante sus primeras campañas en Francia y los Balcanes.
- General Hermann von Oppeln-Bronikowski: Comandó la división durante parte del conflicto en el Frente Oriental, donde enfrentó desafíos significativos debido a las condiciones cambiantes del combate.
- General Karl von Roques: Asumió el mando más tarde durante la guerra, enfrentándose a las ofensivas soviéticas en el contexto del deterioro general del ejército alemán.

Estos comandantes contribuyeron a moldear la estrategia y tácticas empleadas por la división, influyendo en su desempeño en las diversas campañas en las que participó.

## Estrategias y Tácticas

### Enfoques Militares
La 8.ª División Panzer utilizó diversas tácticas a lo largo de su historia, adaptándose a los diferentes escenarios de combate en los que se vio involucrada. Entre sus enfoques más destacados se encuentran:
- Guerra Relámpago (Blitzkrieg): La división fue fundamental en la implementación de esta táctica, que se basaba en ataques rápidos y coordinados, combinando fuerzas blindadas, infantería y apoyo aéreo. Esto permitía a las tropas alemanas desbordar rápidamente las defensas enemigas y causar confusión en sus filas.
- Formaciones en Cuña (Panzerkeil): Este método tradicional consistía en organizar los vehículos blindados en una formación de cuña para maximizar el impacto del ataque inicial. La cabeza de la cuña estaba compuesta por los tanques más pesados, lo que les permitía penetrar las líneas enemigas con fuerza.
- Formación en Campana (Panzerglocke): A medida que la guerra avanzaba, la división adoptó esta nueva táctica, que disponía a los carros pesados en el centro y permitía una mayor flexibilidad y capacidad de respuesta ante ataques enemigos. Esta formación facilitaba la coordinación entre las unidades acorazadas y el apoyo aéreo, aumentando la eficacia de los ataques.
- Coordinación Interarmas: La 8.ª División Panzer enfatizaba la importancia de la cooperación entre diferentes ramas del ejército, incluyendo artillería, infantería y aviación. Esto aseguraba que los ataques fueran respaldados por un fuego concentrado y efectivo, maximizando el daño infligido al enemigo.

### Innovaciones
A lo largo de su existencia, la 8.ª División Panzer implementó varias innovaciones tácticas y tecnológicas:
- Uso de Tanques Avanzados: La división fue equipada con algunos de los mejores tanques de su tiempo, como el PzKpfw IV y el PzKpfw 38(t), que le permitieron mantener una ventaja sobre las fuerzas enemigas en términos de movilidad y potencia de fuego.
- Artillería Móvil: La integración de piezas de artillería antitanque móviles permitió a la división responder rápidamente a las amenazas enemigas, protegiendo sus flancos y apoyando sus avances.
- Tácticas de Infiltración: Con el tiempo, la división comenzó a adoptar tácticas más sofisticadas que incluían infiltraciones profundas detrás de las líneas enemigas para desestabilizar su logística y comando.

Estas estrategias y tácticas reflejan la evolución del enfoque militar alemán durante la Segunda Guerra Mundial y subrayan la capacidad adaptativa de la 8.ª División Panzer frente a los desafíos del campo de batalla.

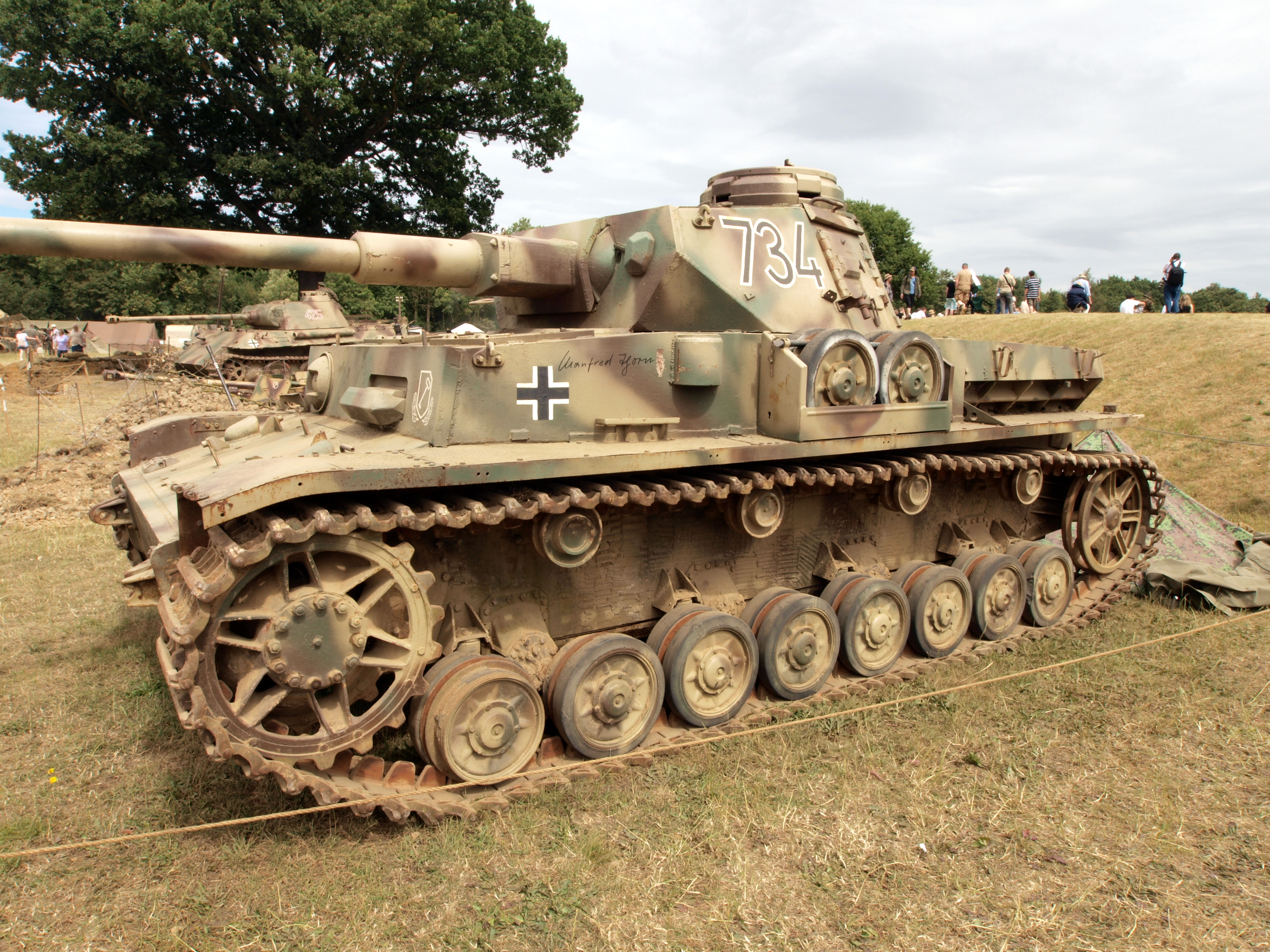
PzKpfw IV

## Legado y Relevancia Histórica

### Impacto en la Guerra
La 8.ª División Panzer tuvo un impacto significativo en el desarrollo de la Segunda Guerra Mundial, especialmente durante las fases iniciales del conflicto. Su participación en la Campaña de Francia fue crucial para demostrar la efectividad de las tácticas de guerra relámpago (Blitzkrieg), que combinaban el uso de fuerzas acorazadas con apoyo aéreo y movilidad rápida. Esta estrategia permitió a Alemania conquistar rápidamente Francia y otros territorios europeos, estableciendo un modelo que sería emulado por otras fuerzas militares en el futuro.
En el Frente Oriental, la división también desempeñó un papel importante en las primeras ofensivas contra la Unión Soviética, participando en batallas clave como la Batalla de Leningrado y la Batalla de Kursk. Aunque sufrió grandes pérdidas a medida que avanzaba la guerra, su capacidad para realizar maniobras rápidas y efectivas contribuyó a los éxitos iniciales alemanes en el este, aunque eventualmente se vio superada por la resistencia soviética y las innovaciones tácticas del Ejército Rojo.

### Percepción Histórica
Históricamente, la 8.ª División Panzer ha sido vista como un ejemplo de las capacidades acorazadas alemanas durante los primeros años de la guerra. Los historiadores destacan su papel en el desarrollo y ejecución de tácticas innovadoras que cambiaron el enfoque militar de la época, transformando a los tanques en el eje central de las operaciones militares.
En la cultura popular, la división ha sido representada en diversas obras sobre la Segunda Guerra Mundial, tanto en documentales como en películas, donde se enfatiza su participación en campañas decisivas y su contribución a las tácticas de guerra acorazada. Sin embargo, también es objeto de análisis crítico debido a su implicación en los cruentos combates del Frente Oriental y el contexto más amplio del conflicto, lo que lleva a una reflexión sobre los costos humanos y las consecuencias de la guerra.